# Le lacrime della giraffa
Le lacrime della giraffa (Tears of the Giraffe) è un romanzo di Alexander McCall Smith del 2000, il secondo della serie No. 1 Ladies' Detective Agency.

## Edizioni in italiano
- Alexander McCall Smith, Le lacrime della giraffa, Mondolibri, Milano 2003
- Alexander McCall Smith, Le lacrime della giraffa: romanzo, traduzione di Stefania Bertola, U. Guanda, Parma 2003
- Alexander McCall Smith, Le lacrime della giraffa: romanzo, traduzione di Stefania Bertola, TEA, Milano 2004 ISBN 978-88-502-0703-9
- Alexander McCall Smith, Le lacrime della giraffa, traduzione di Stefania Bertola, Superpocket, Milano 2006 ISBN 88-462-0830-7
- Alexander McCall Smith, Le lacrime della giraffa, La biblioteca di Repubblica-L'Espresso, Roma 2012
- Alexander McCall Smith, Le lacrime della giraffa: romanzo, traduzione di Stefania Bertola, TEA, Milano 2020 ISBN 978-88-502-5367-8